# John Boekenfoehr
John Boekenfoehr OMI (* 28. Januar 1903 in West Point, Nebraska; † 7. August 1982) war Bischof von Kimberley.

## Leben
Der in Nebraska geborene John Boekenfoehr trat der Ordensgemeinschaft der Oblaten bei und empfing am 11. Juli 1927 die Priesterweihe.
Papst Pius XII. ernannte ihn am 24. März 1953 zum Bischof des südafrikanischen Bistums Kimberley. Die Bischofsweihe spendete ihm am 3. Mai desselben Jahres Pietro Kardinal Fumasoni Biondi, Präfekt der Kongregation De Propaganda Fide. Mitkonsekratoren waren Mathurin Blanchet, Bischof von Aosta, sowie Jean-Louis-Antoine-Joseph Coudert, Apostolischer Vikar von Whitehorse. Von 1962 bis 1965 nahm Boekenfoehr als Konzilsvater am Zweiten Vatikanischen Konzil teil. 
Papst Paul VI. nahm am 1. Juli 1974 sein Rücktrittsgesuch an. John Boekenfoehr starb acht Jahre später im Alter von 79 Jahren.